# Stack Columns
 (janvier 2015).
Si vous disposez d'ouvrages ou d'articles de référence ou si vous connaissez des sites web de qualité traitant du thème abordé ici, merci de compléter l'article en donnant les références utiles à sa vérifiabilité et en les liant à la section « Notes et références ».
Stack Columns est un jeu vidéo de puzzle développé par Sega, sorti en 1994 sur borne d'arcade. C'est le 4e épisode de la série Columns.

## À noter
Le jeu est disponible sur Saturn dans la collection Sega Ages Vol. 8 Columns Arcade Collection (1997), qui contient aussi Columns, Columns II et Columns '97.